# Paul Sellin
Paul Sellin (* 19. Jahrhundert; † 20. Jahrhundert) war ein deutscher Schriftsteller und Publizist im Umfeld der Lebensreform-Bewegung und des experimentellen Okkultismus. Des Weiteren wirkte er als Erfinder und Unternehmer.
Vermutlich stammte er aus der preußischen Provinz Pommern – zumindest sind für das Jahr 1909 Erwähnungen aus der Gemeinde Georgendorf (heute Lubkowo) im Landkreis Rummelsburg sowie aus der Gemeinde Altenhagen (heute Jeżyce) im Landkreis Schlawe belegt. Am 16. März 1909 wurde ihm unter der Nummer 393721 das Patent für ein „Nagelloses Hufeisen für Pferde“ zugesprochen und am 1. August gleichen Jahres erhielt er für eine „Fahrbare Sägemaschine mit hin- und hergehendem Sägerahmen zum Lang- und Querschneiden von Holzstämmen“ das Patent mit der Nummer 231311.
Wenig später zog er in die damals noch selbständige Stadt Altona und gab dort um 1910 im Psychologischen Verlag von E. Seehase die Zeitschrift Psyche heraus. Sellin war darüber hinaus Gründungsmitglied des Deutschen Vereins für Pflanzenheilkunde. Seine 1911 erschienene Veröffentlichung Massenmensch und Individualist wurde unter anderem 1981 im Jahrbuch für Internationale Germanistik zitiert.
Ende der 1920er Jahre – mittlerweile in Hamburg wohnend – hatte er sich beruflich neu orientiert und betrieb ein Geschäft für Kanalräumungs- und Reinigungsmaschinen. Unter anderem erarbeitete er spezielle Pläne zur Reinigung der Kanäle in den Elbmarschen bei Hamburg.

## Publikationen (Auswahl)
- Die Banane. Ein neues Volksnahrungsmittel. Eine botanisch-volkswirtschaftlich-ernährungsphysiologische Studie. Neukultur-Verlag, Langenfelde-Altona, 1910.[6]
- Die getrocknete oder Dauerbanane, ihr Wert und ihre Verwendung. Neukultur-Verlag, Langenfelde-Altona, [ohne Jahr, um 1910].
- Massenmensch und Individualist. Eine psychologische Betrachtung. In: Die Aktion, Jahrgang 1, № 6, März 1911, Seiten 169–171.
- Die Grundlage der Kultur-Reformbewegung. In: Prana. Zentralorgan für praktischen Okkultismus, Jahrgang 4, № 1, Oktober 1912.